# Palacio de Congresos de Tirana
Palacio de Congresos de Tirana fue construido por el Partido Laborista para la organización de congresos, pero también festivales. Las obras para su construcción comenzaron en 1982 y terminaron cuatro años más tarde en el año 1986. La construyeron las mejores compañías del país. La modernidad del edificio vista desde el exterior se prolonga al interior. Dentro de sus instalaciones se convirtió en un palacio multifuncional  y todo lo que ahí se encuentra se adecua al evento que se va a desarrollar. La funcionalidad del palacio de congresos persiste hasta hoy 20 años después.

## La estructura del edificio
Pallati ka një shtrirje rreth 70 metra paralel me shëtitoren dhe lartësi 18 deri në 23 metra. Qëllimi ka qenë harmonizimi i mirë me objektet ekzistuese përreth si me Muzeun Arkeologjik, stadiumin "Qemal Stafa", Kryeministrinë e Radio-Televizionin Shqiptar. 
Mjedisi kryesor është salla e madhe prej 2100 vendesh e kompozuar për të plotësuar kërkesat funksionale, artistike dhe akustike për zhvillimin e kongreseve, konferencave e koncerteve. E pajisur me ajër të kondicionuar, ndriçimin e nevojshëm, pajisjet e zërit, të televizionit, të përkthimit në disa gjuhë, të cilat do të shërbenin për veprimtari të ndryshme prej kongreseve deri tek koncertet. Pallati i Kongreseve u projektua që kthimi i sallës nga mjedis mbledhjeje në mjedis koncerti të projektohej me lehtësi. Për veprimtari të ndryshme u projektuan edhe tri salla me kapacitete 150, 280 dhe 300 vende si dhe shumë mjedise pune, shërbime e teknike. Rëndësi i është kushtuar trajtimit të holleve në tre katet, të cilat synohej të funksionin për shërbimet, pushimin, ekspozita e veprimtari të ndryshme.

## Para las obras de construcción
Studim të veçantë ka kërkuar arritja e shprehjes së jashtme të objektit, duke synuar që ajo të jetë origjinale, e pastër, monumentale në përputhje me funksionin e tij. Pamja e jashtme me brinjët rrezore, xhamat me kënde etj., është frymëzuar nga ndërtimet e traditës në Gjirokastër, Berat dhe nga kullat e veriut, pa i kopjuar ato. 
Materialet veshëse janë zgjedhur sipas kërkesave arkitektonike. U bë një punë studimore e gjatë për njohjen, zbërthimin dhe përvetësimin e metodave të reja bashkëkohore për kohën, siç ishin modelet e llogaritjeve në hapësirë të konstruksioneve, metodat llogaritëse me elemente të fundme, duke përdorur skema statike të reja, të papërdorura më parë deri në atë kohë. Objekti nga pikëpamja konstruktive u konceptua që në rast tërmeti të punonte si një i tërë, në llogaritje u mor parasysh puna e njëkohshme si e elementeve horizontale ashtu dhe e atyre vertikale. Problem që kërkoi shumë studimore të veçantë, ishte dhe konstruksioni i mbulesës së sallës kryesore, e cila ka formë rrethore dhe një diametër 54 metra. Një mbulesë e tillë u ndërtua për herë të parë në vendin tonë dhe ishte e lidhur me shumë probleme të vështira, qoftë nga pikëpamja matematike, ashtu dhe konstruktive, ndërtimore e teknologjike. Punimet u kryen nga punonjësit e kantierit nr. 7 të ish-ndërmarrjes "21 Dhjetori"